# Karen Brahes Folio
Karen Brahes Folio (Odense, Landsarkivet for Fyn, Karen Brahe E I,1, også kendt som Karen Brahes Foliohåndskrift) er en samling af danske ballader fra omkring 1583. Manuskriptet indeholder følgende navne, som man antager har ejet det:: E Mett Lange, Knud Brahe 1583; Ellen Giøe, Otto Giøe, Torpegaard 17. september 1628. Manuskriptets moderne navn stammer fra den senere ejer Karen Brahe (1657-1736), der var en dansk adelskvinde og bogsamler.
Med omkring 200 ballader er manuskriptet en af de største tidlige samlinger af danske folkesange (og i Skandinavien), og har nogle af de tidligste tekster på ballader som Elveskud, Herr Bøsmer i elverhjem og Harpens Kraft. Omkring det tidspunkt, hvor det blev skrevet eller kort efter, har det tilsyneladende været eget af Margrethe Lange fra Engelsholm ved Vejle. Det stemmer overens med en stærk indflydelse af jysk dialekt i teksterne. I dag findes manuskriptet på Landsarkivet for Fyn i Odense.